# Ретинопатия на недоносеното
Ретинопатията на недоносеното (Retinopathy of prematurity - ROP, преди позната и като Fibroplasia retrolentalis – FRL) е заболяване на ретината на едното или двете очи, типично за недоносени новородени или родени с ниско тегло деца. Състоянието се изразява в пролиферативна витреоретинопатия, често завършваща с отлепване на ретината и слабо до липсващо зрение на едното или двете очи. Измененията се отдават на интензивната (но животоспасяваща) кислородотерапия в кувьоз и общата незрялост на ретината и нейните съдове на това ниво на развитие на индивида.
Източниците сочат данни за съществена честота на състоянието сред новородените, което обяснява разглеждането на ретинопатията на недоносеното като социално значимо инвалидизиращо заболяване. Ретинопатията на недоносеното е водеща причина за детската слепота в страните от Източна Европа. Ролята на очния лекар тук е незаменима – Американската академия по офталмология препоръчва преглед на всички новородени с висок риск при изписването от родилния дом и на третия месец след раждането.

## Патогенеза и стадии на заболяването
Заболяването засяга ретината на окото, като това се изразява във възпрепятстване на нейното кръвооросяване. В резултат от това се развива трайна исхемия и ретината не работи пълноценно. Организмът се опитва да преодолее това състояние като образува нови, но непълноценни и патологични кръвоносни съдове, които свиват, отлепят и сбръчкват ретината в крайната фаза на заболяването. Тогава се губи най-често и светлинното усещане на окото.
ROP засяга недоносените новородени деца поради факта, че кръвоносната система на човешкото око зрее дори и след раждането – до четвъртия или петия месец. При недоносените новородени този процес е смутен и затормозен от спастичния ефект на концентрираната кислородотерапия, което води до преждевременно затваряне на съдовете, колатерализиране на кръвотока и оформяне на неоросени полета на ретината. Това са зони на обширна исхемия, в които се продуцира растежен фактор за патологичните съдове. Тези зони са прицелни по време на лечението на ROP – тяхното унищожаване или ограничаване доказано чувствително подобява прогнозата на заболяването.
Неосъдовете се образуват на границата оросена-неоросена ретина и според степента на изразеност на този процес се стадира заболяването ROP. За диагностициране на стадия на болестта се извършва преглед с разширяване на зениците от очен лекар с необходимия опит и апаратура за разпознаване и лечение на заболяването. ICROP предлага следната вече общоприета схема за стадиране на заболяването.